# Далматова
Далма́това (рос. Далматова) — присілок у складі Шатровського району Курганської області, Росія. Входить до складу Шатровської сільської ради.
Населення — 56 осіб (2010, 102 у 2002).
Національний склад станом на 2002 рік: росіяни — 99 %.